# Lacu Rezii, Brăila
Lacu Rezii este un sat ce aparține orașului Însurăței din județul Brăila, Muntenia, România.

## Istorie
La sfârșitul secolului al XIX-lea, satul era reședința comunei Lacu Rezii, din plasa Balta, județul Brăila, formată din satele Lacu Rezii și Padina (Fântânelele), cu o populație totală de 886 de locuitori. În comuna Lacu Rezii funcționau o moară cu aburi, o școală de fete cu 5 eleve, o școală de băieți cu 60 de elevi și două biserici — una în Lacu Rezii fondată în 1740 de locuitori și alta în Padina, zidită în 1876 de proprietarul G. Petcu.
În 1925, comuna Lacu Rezii făcea parte din plasa Viziru a aceluiași județ și era formată doar din satul de reședință, cu 300 de locuitori.
Cu timpul, satul Lacu Rezii a pierdut din importanță, iar comuna sa a fost desființată și inclusă în comuna Însurăței.

## Economie
Principala activitate a locuitorilor comunei Lacu Rezii, e reprezentată de agricultură, în deosebi de cultivarea pomilor fructiferi. 
Cel mai reprezentant operator local este ferma pomicolă Comly SRL, care produce fructe proaspete (mere, cireșe, caise, piersici și prune) sub brandul Lacu Rezii Arhivat în 27 noiembrie 2015, la Wayback Machine.. 
Fructele sunt recunoscute și foarte apreciate atât în România cât și în afara ei, brandul de fructe Lacul Rezii, având ca principale piețe de desfacere, pe lângă România, țări precum Rusia și Olanda